# Московсько-Курська залізниця

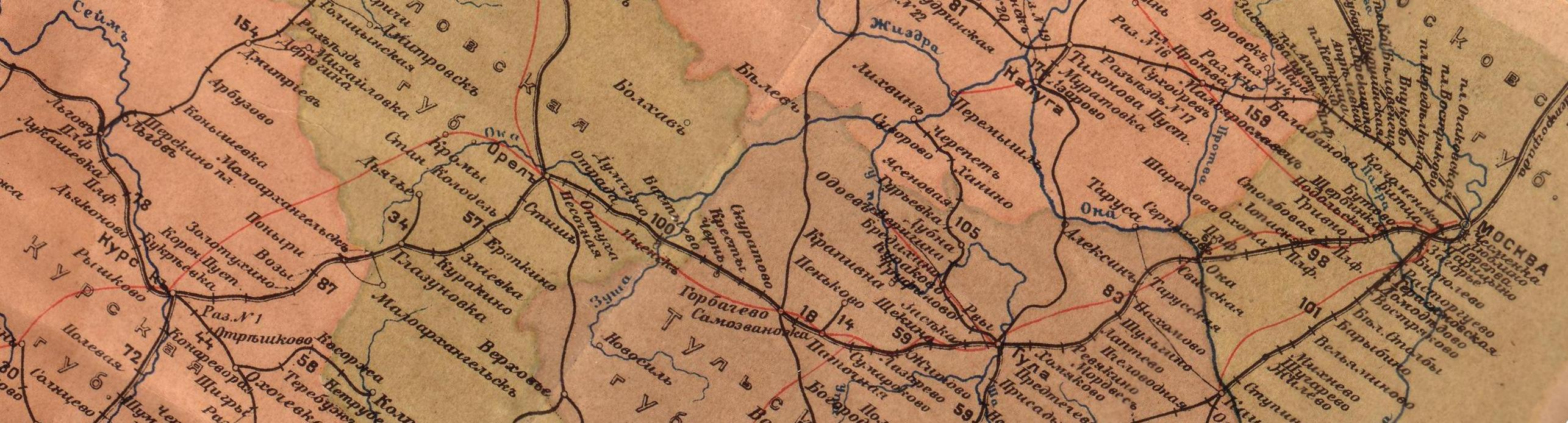
Московсько-Курська залізниця

Московсько-Курська залізниця — історична державна залізниця в Російській імперії, що існувала впродовж 1866—1918 років.

## Межі залізниці
Залізниця пролягала територією Московської, Тульської, Орловської, Курської, Рязанської губерній. Залізниця зє'днала центр Росії з південно-східними районами країни.
Основні лінії залізниці: Москва — Серпухов, Серпухов — Тула, Тула — Курськ. 
Протяжність залізниці на 1868 рік офіційного відкриття — 542,7 км.

## Станції
- Москва-Курська
- Москва-Товарна
- Царіцино
- Подольськ
- Серпухов
- Тула I-Курська
- Скуратово
- Пісочна 
  - Вузлова станція: Болховська гілка.
  - Орел I-Курський (Московсько-Курська залізниця)
  - Орел II-Вітебський Орловсько-Вітебської залізниці (з 1895 року — Ризько-Орловська залізниця)
- Малоархангельськ
- Курськ. Вузлова станція з 1868 року: Курсько-Київська та Курсько-Харківсько-Азовська залізниці.

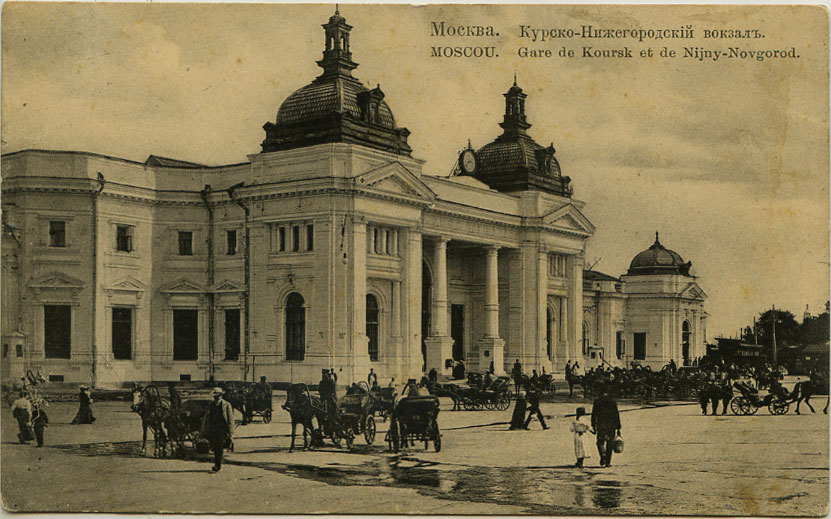
Курсько-Нижегородський вокзал у Москві
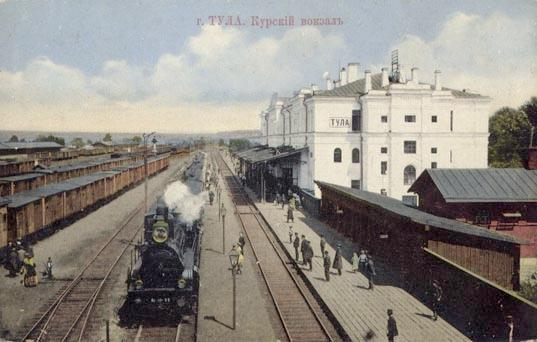
Московський вокзал у Тулі (1913)

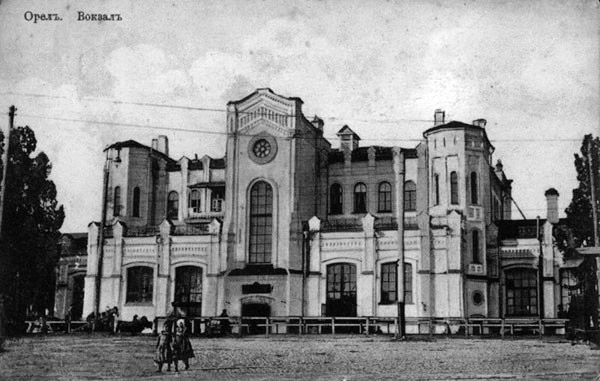
Вокзал в Орлі
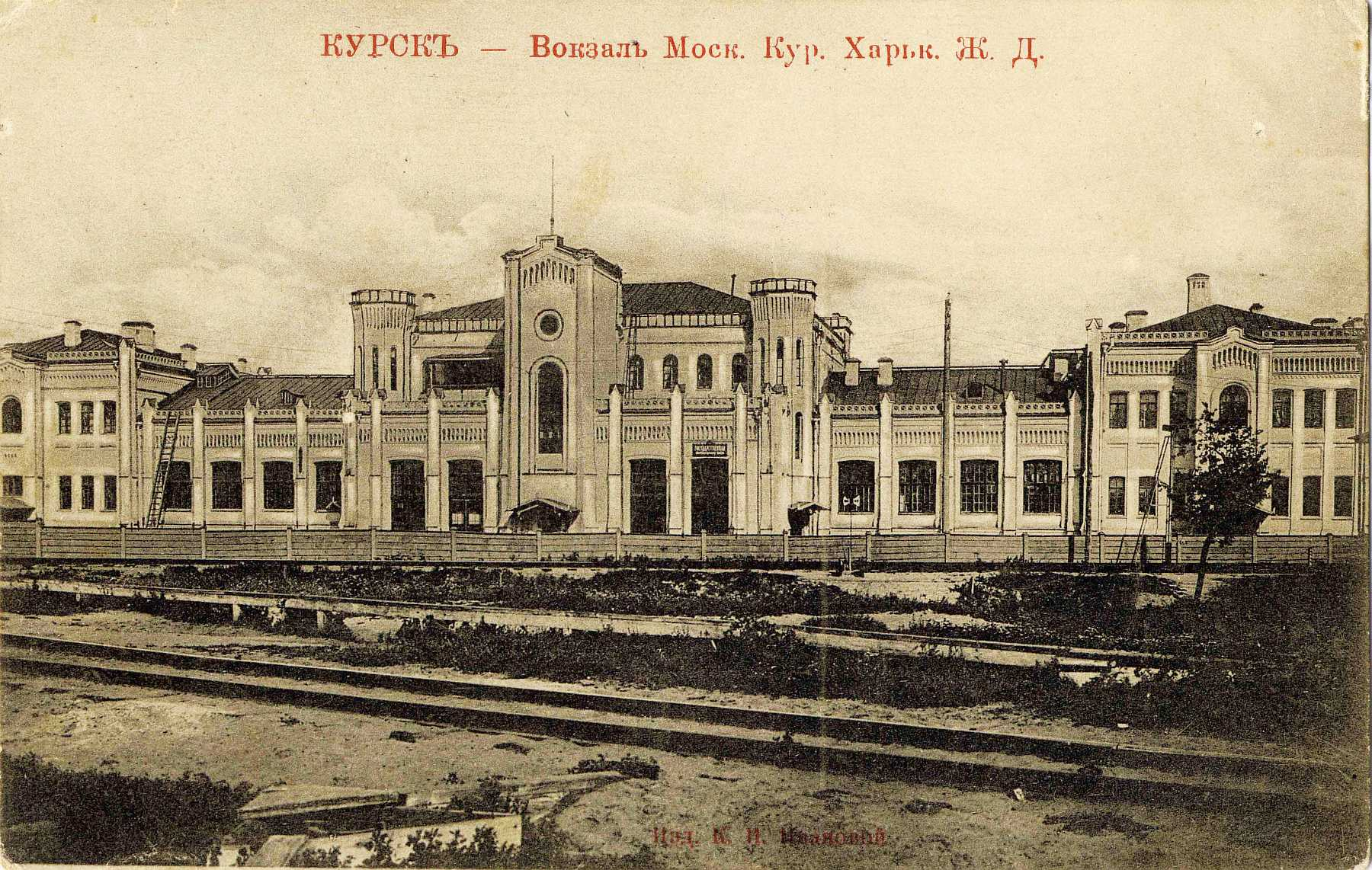
Вокзал в Курську

## Архівні джерела
- РГИА, ф. 446, оп. 26, д. 12. Доклад № 16. 2 августа 1865 г. "Об осмотре работ Московско-Орловской ж. д."(рос.)
- РГИА, ф. 446, оп. 26, д. 13. Доклад № 12. 3 июня 1866 г. "Об осмотре работ по устройству Московско-Курской ж. д."(рос.)
- РГИА, ф. 446, оп. 26, д. 13. Доклад № 28. 17 ноября 1866 г. "Об открытии движения по участку Московско-Курской ж. д. от Москвы до Серпухова 17 ноября, с ведомостью железным дорогам по коим открыто движение с декабря 1865 по ноябрь 1866 года".(рос.)
- РГИА, ф. 446, оп. 26, д. 14. Доклад № 3. 16 марта 1867 г. "Об открытии 14-го марта моста через р. Оку в г. Серпухове, на Южной железной дороге".(рос.)
- РГИА, ф. 446, оп. 26, д. 15. Доклад № 14. 24 июля 1868 г. "О сделанном распоряжении к открытию участков Московско-Курской ж. д. от Тулы к Орлу и от Орла к Курску".(рос.)
- РГИА, ф. 446, оп. 26, д. 15. Доклад № 22. 16 августа 1868 г. "Об открытии железной дороги от Тулы до Орла 15 августа".(рос.)
- РГИА, ф. 446, оп. 26, д. 15. Доклад № 30. 9 сентября 1868 г. "Об открытии движения на железной дороге от Орла до Курска 7 сентября".(рос.)
- РГИА, ф. 446, оп. 26, д. 17. Доклад № 72. 13 августа 1870 г. "О взыскании штрафа с заводчиков братьев Струве за просрочку поставки материалов для устройства второго пути на Московско-Сергиевском участке Московско-Курской жел. дор."(рос.)
- РГИА, ф. 350, оп. 90, дд. 64-105. Общие материалы. Отчёты. Чертежи. Планы станций.
- РГИА, ф. 446, оп. 27, д. 17. Доклад № 131 от 29 июня 1878 г. "Об открытии правильного движения поездов по соединительной ветви между вокзалом Московско-Курской дороги и городом Курском".